# یواس‌اس نورفک (۱۷۹۸)
یواس‌اس نورفک (۱۷۹۸) (به انگلیسی: USS Norfolk (1798)) یک کشتی آمریکایی بود. این کشتی در سال ۱۷۹۸ ساخته شد. تاریخ آب‌اندازی این کشتی ۲۵ نوامبر ۱۷۹۸ می‌باشد